# Doidalsas de Bitinia

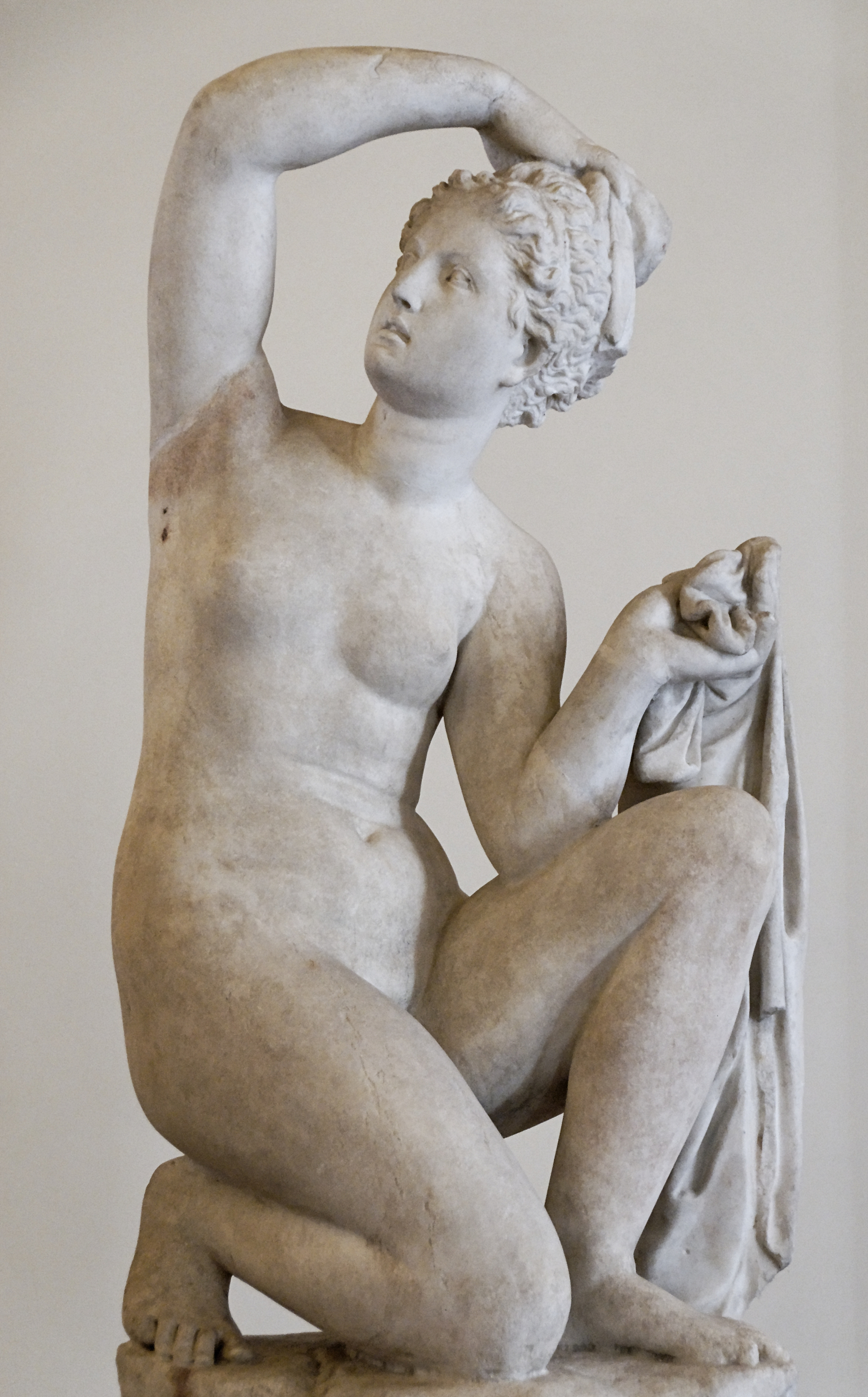
Venus agachada, Palacio Altemps, Museo Nacional Romano.

Doidalsas de Bitinia (siglo III a. C.) fue un escultor griego, que trabajó preferentemente para el rey Nicomedes I de Bitinia. 

## Biografía
Su obra más famosa es la Venus agachada, célebre estatua muy valorada en la antigüedad grecorromana, de la que se hicieron numerosas copias que decoraban palacios, jardines y edificios públicos. Actualmente existen varias copias en museos de todo el mundo: Museo del Prado (Madrid), Museo Arqueológico de Córdoba, Museo del Louvre (París), Uffizi (Florencia), Museo Nazionale Romano di Palazzo Altemps (Roma), British Museum (Londres), Ny Carlsberg Glyptotek (Copenhague), Metropolitan Museum of Art (Nueva York), Museo Arqueológico de Rodas, etc. También se han efectuado diversas copias o versiones en el arte moderno —principalmente el Renacimiento—, como las de Giambologna, Antoine Coysevox y Jean-Baptiste Carpeaux, o incluso en dibujo o grabado, como las de Marcantonio Raimondi y Martin Heemskerck. Rubens también se inspiró en esta figura para varias obras suyas. 
La atribución de esta obra a Doidalsas proviene de Plinio el Viejo, quien en su Historia Natural menciona la obra Venerem lavantem sese Daedalsas («Venus lavándose» de Doidalsas), presente en el Templo de Júpiter Stator del Pórtico de Octavia, cerca del Foro Romano.